# Catena Laterale
La Catena Laterale (in georgiano გვერდითი ქედი?; in russo Боковой хребет, Bokovoj chrebet?; in azero: Yan silsilə) è una catena montuosa, parte del Gran Caucaso che si estende sul lato nord parallelamente alla catena principale, separata da una profonda depressione che corre lungo la linea di faglia della crosta terrestre. Si snoda nei territori della Russia (Territorio di Krasnodar, Karačaj-Circassia, Cabardino-Balcaria, Ossezia Settentrionale-Alania, Inguscezia, Cecenia, Dagestan), della Georgia e, in piccola parte, in Azerbaigian.
A differenza della catena principale del Caucaso, la catena laterale non rappresenta un'unica catena montuosa continua, ma è divisa da faglie trasversali in due parti indipendenti. Si estende dal corso superiore del fiume Laba verso ovest. La parte occidentale è delimitata dalla valle dell'Ardon, quella orientale è un prolungamento della catena montuosa principale del Caucaso, Comprende le vette più alte della parte centrale del Grande Caucaso (Elbrus 5642 m; Dych-Tau - 5205 m) e la maggior parte delle vette principali della sua metà orientale (Kazbek 5033 m; Tebulosmta 4493 m).
Nella parte occidentale è composto da rocce sedimentarie del Paleozoico e del Triassico, nella parte centrale scisti e graniti cristallini del Proterozoico superiore e del Paleozoico, nella parte orientale scisti giurassici.